# Ilex schlechteri
Ilex schlechteri är en järneksväxtart som beskrevs av Ludwig Eduard Loesener. Ilex schlechteri ingår i släktet järnekar, och familjen järneksväxter. Inga underarter finns listade i Catalogue of Life.